# Adhān
L'adhān (in arabo أَذَان‎?) è la chiamata islamica alla preghiera, di norma fatta dal muezzin.
Il muezzin cinque volte al giorno recita l'adhān dal minareto della moschea, allo scopo di richiamare i musulmani alle preghiere obbligatorie.

## Funzione

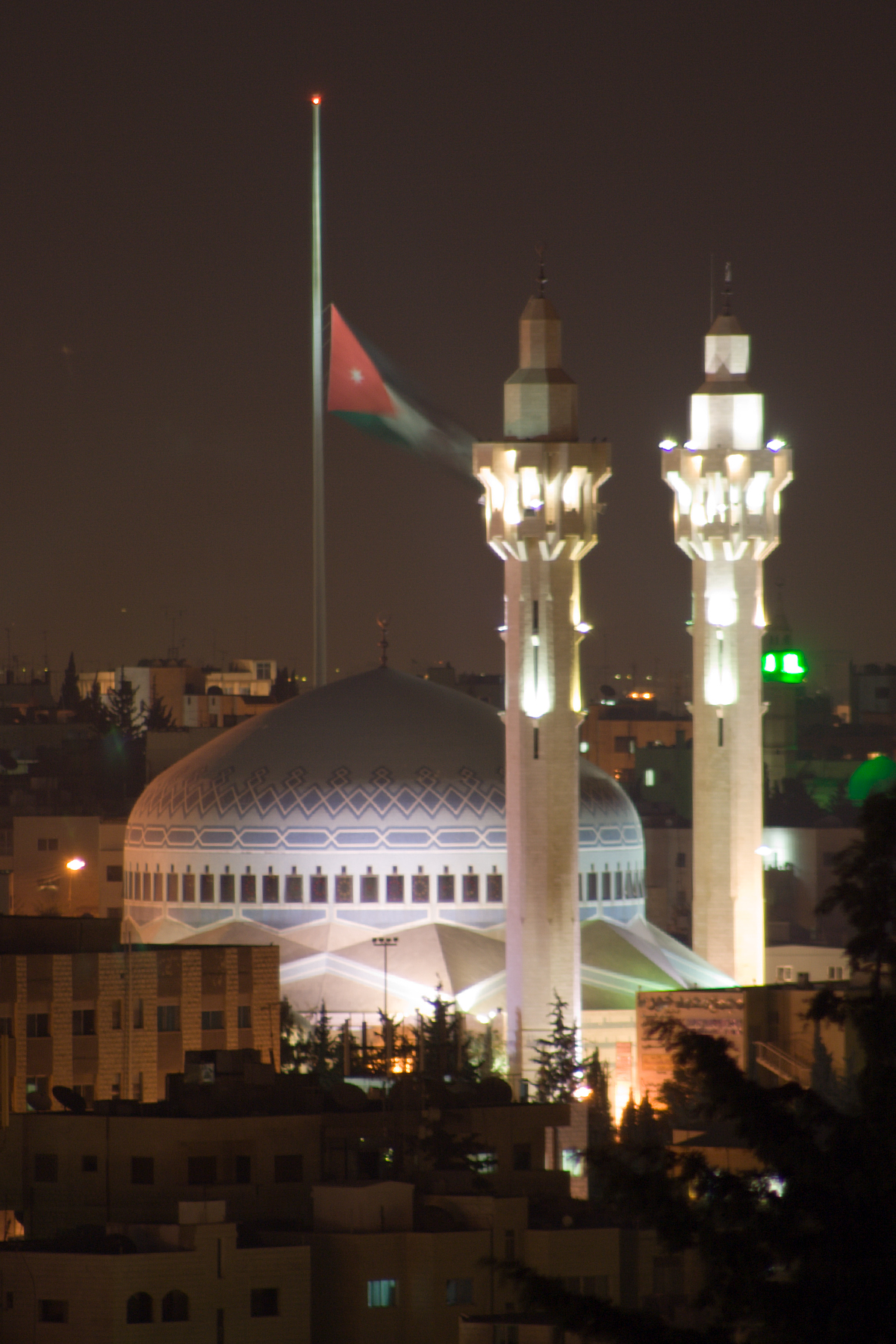
Moschea di Re Abd Allah I ad Amman.

L'adhān sintetizza gli insegnamenti dell'Islam, sui quali l'intera struttura teologica di questa fede si basa, e che possono essere sommariamente riassunti così:
1. credo dell'unicità di Dio;
2. Dio è l'unico creatore e signore dell'universo e nessuno può condividere questa sua sovranità;
3. Maometto è il suo profeta e l'unico interprete della sua volontà;
4. nell'Islam non conta l'aspetto materiale della realtà ma il suo significato spirituale, cosicché la salvezza può essere ottenuta con la purificazione dell'anima. La purificazione può essere raggiunta solo con l'osservanza rigorosa e consapevole dei precetti di Dio: la preghiera è il più importante di questi precetti;
5. la maggiore aspirazione di ogni musulmano è mirare a una vita di eterna felicità.

Lo scopo principale dell'adhān è, pertanto, quello di rendere comprensibile a ognuno la missione dell'Islam e fare comprendere a ogni credente e non credente la sostanza della fede islamica e i suoi scopi spirituali.

## Rito sunnita
| Recite | Arabo                   | Translitterazione                   | Traduzione                                          |
| ------ | ----------------------- | ----------------------------------- | --------------------------------------------------- |
| 4x     | الله أكبر               | Allāhu Akbar                        | Dio è [il più] grande*                              |
| 2x     | أشهد أن لا اله إلا الله | Ašh-hadu an lā ilāha illallāh       | Testimonio che non c'è altro dio all'infuori di Dio |
| 2x     | أشهد أن محمدا رسول الله | Ašh-hadu anna Muħammadan Rasūlullāh | Testimonio che Maometto è il Messaggero di Dio      |
| 2x     | حي على الصلاة           | Hayya 'alās-ṣalāh                   | Affrettatevi alla preghiera                         |
| 2x     | حي على الفلاح           | Hayya 'alāl-falāħ                   | Affrettatevi alla felicità                          |
| 2x     | الصلاة خير من النوم     | As-ṣalātu khayru min al-nawm        | Pregare è meglio di dormire**                       |
| 2x     | الله أكبر               | Allāhu akbar                        | Dio è [il più] Grande                               |
| 1x     | لا إله إلا الله         | Lā ilāha illallāh                   | Non c'è altro dio all'infuori di Dio                |

* I seguaci del madhab malikita ripetono questa parte due volte e non quattro.
** L'esortazione Pregare è meglio di dormire, è recitata solo per la preghiera del mattino (ṣalāt al-fajr).

## Rito sciita
Gli sciiti aggiungono allo schema sunnita le seguenti formule:
| Recite | Arabo                 | Translitterazione              | Traduzione                                                                                         |
| ------ | --------------------- | ------------------------------ | -------------------------------------------------------------------------------------------------- |
| 2x     | اشهد ان عليا ولي الله | ašhadu anna ʿAlīyan walī Allāh | Testimonio che ʿAlī è il vicario di Allah, (dopo Testimonio che Maometto è il Messaggero di Allah) |
| 2x     | حي على خير العمل      | ḥayyā ʿalā khayri l-ʿamal      | Affrettatevi a fare l'azione migliore, (dopo Affrettatevi alla felicità)                           |

La prima formula, che per gli sciiti non è obbligatoria ma consigliabile, può essere seguita da altre come Egli (Maometto) è il comandante dei credenti o Egli (Maometto) e i suoi infallibili discendenti sono la prova di Allah. Queste formule apparvero attorno al 991 con l'arrivo a Baghdad dei Buwayhidi.

## L'adhān in Turchia
In Turchia, dopo l'instaurazione, nel 1923, della repubblica e a seguito delle riforme volute da Atatürk, si pose il problema della lingua da usare per l'adhān, ossia se continuare a usare l'arabo, liturgicamente più corretto, o il turco per renderne più comprensibile il significato ai fedeli non arabofoni.
Un comitato formato da esperti religiosi, accademici e di linguisti, appositamente organizzato nel 1932, deliberò la legittimità canonica dell'uso della lingua nazionale in materia liturgica, imponendo, così, l'uso del turco per l'adhān.
Questa nuova pratica liturgica durò fino al 16 luglio 1950 quando il governo Menderes abrogò il bando dell'adhān in turco e istituì l'arabo come lingua liturgica.